# Josep Ferré Rovira
Josep Ferré Rovira (Nulles, Alt Camp, 3 de juliol de 1954) és un director d'orquestra català. Des del 2023 és el director artístic de l'Orquestra Simfònica Sant Cugat, de la que en va ser director titular des de la seva fundació l'any 1990 fins a l'any 2022.
De família de pagesos, la seva àvia de Nulles era la poetessa Dolors Bofarull i Rull. A tres anys es va traslladar amb la família a Barcelona. Va estudiar Ciències Empresarials a ESADE i els estudis musicals al Conservatori Superior de Música de Barcelona, on va obtenir els premis d'honor de flauta travessera i de piano. Al mateix Conservatori, va realitzar estudis de direcció coral amb el mestre Enric Ribó i d'orquestra amb Antoni Ros-Marbà. Més endavant, va realitzar estudis avançats amb Michel Corboz, Pierre Cao, László Heltay, Rosalyn Tureck, Monique Deschaussées i Thierry Fischer.

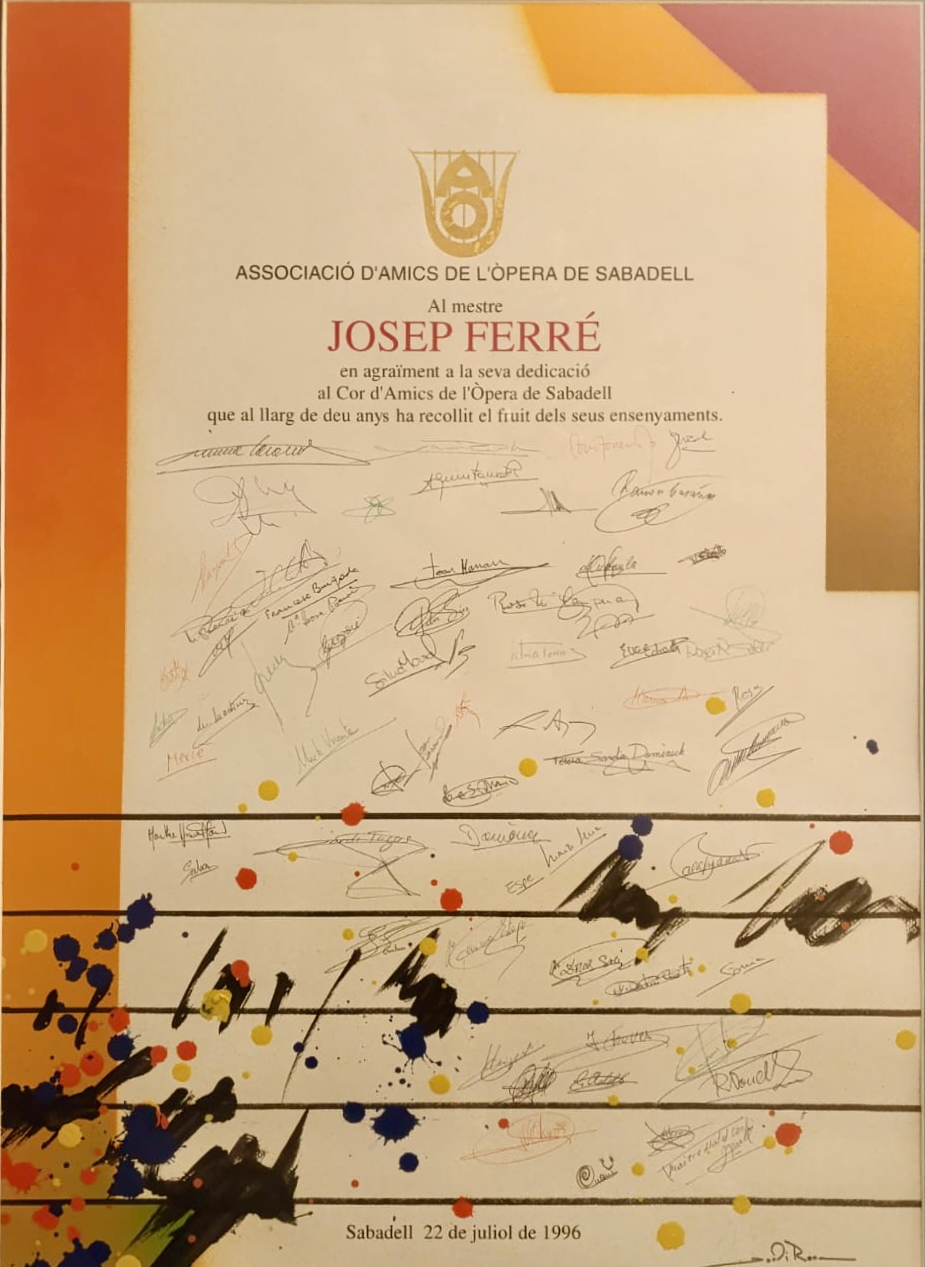
Agraïment a Josep Ferré de l'Associació d'Amics de l'Òpera de Sabadell

Després de passar diversos anys tocant amb Lluís Llach en gires per tot Europa, va acabar decidint-se definitivament per la professió de músic. El 1982 va dirigir el cor Lieti a Cantar i a partir del 1987 el Cor dels amics de l'òpera de Sabadell, culminant el 1992 amb la direcció al Liceu de les funcions de Maria Stuarda de Donizetti. El va dirigir fins al 1996, rebent elogis de la crítica
Es va establir a Sant Cugat del Vallès, on es va casar amb Flora Puntós. Junts van crear el 1990 l'Orquestra de Cambra Sant Cugat, amb Ferré com a director. Durant els seus cinc anys d’activitat, fins al 1995, va dirigir per Catalunya amb interpretacions de peces destacades com la Gran Missa en do menor i el Rèquiem de Mozart i les òperes Alceste de Gluck i La clemenza di Tito i Il re pastore de Mozart en escenaris com Santa Maria del Mar, al Teatre La Faràndula o el Palau de la Música. El 1993 va dirigir la reestrena de La fada d'Enric Morera, una recuperació història dins el cicle Òpera a Catalunya. El mateix any va dirigir l'Orquestra Simfònica del Vallès en l'òpera Un Ballo in Maschera de Verdi.
L'Orquestra de Cambra esdevindria el nucli de l'actual Orquestra Simfònica Sant Cugat, amb la qual Ferré ha acumulat més de 800 concerts com a director. També ha dirigit formacions com el Cor del Gran Teatre del Liceu, l'Orquestra Simfònica del Vallès,  l'Orquesta Provincial de Màlaga -amb el guitarrista flamenc Vicente Amigo-, la Clark College Symphonic Orchestra de Vancouver (Estats Units), l'Orquesta Sinfonica de la Universidad de Nuevo León de Monterrey (Mèxic), l'Orchestra Simfonica di Grosseto (Itàlia), o la Symphonic Orchestra of Pazardzhik (Bulgària). Ha dirigit a l’Església de la Sagrada Família, a l’Auditori, al Palau Sant Jordi,És destacable la seva direcció al Teatre Beaulieu de Lausana (Suïssa), on va tenir lloc l’estrena de la seva obertura per a cobla, titulada Homenatge a Pau Casals.
El 2014, Josep Ferré va rebre de l'ajuntament de Sant Cugat del Vallès el Premi Extraordinari Ciutat de Sant Cugat, per la seva contribució en la difusió de l'Orquestra Simfònica Sant Cugat dins i fora de la ciutat i la seva tasca durant, llavors, 20 anys al capdavant de l'orquestra. La seva trajectòria també el va fer mereixedor del premi Paul Harris que atorga el Rotary Club.
L'any 2022 va ser substituït al capdavant de l'Orquestra Simfònica Sant Cugat per Salvador Brotons, ocupant a partir d'aquest moment la figura de director artístic.